# Samuel Okwaraji
Samuel Sochukwuma Okwaraji (Orlu, 19 maggio 1964 – Lagos, 12 agosto 1989) è stato un calciatore nigeriano, di ruolo centrocampista.

## Carriera

### Nazionale
Il calciatore, a 25 anni, vantava 5 gare e 1 gol con la maglia della Nazionale nigeriana. Il 12 agosto 1989, durante la partita di qualificazione ai Mondiali 1990 disputata contro l'Angola (sesta presenza per lui), crollò a terra a pochi minuti dalla fine della partita a causa di un'insufficienza cardiaca.

## Statistiche

### Cronologia presenze e reti in nazionale
| Cronologia completa delle presenze e delle reti in nazionale ― Nigeria | Cronologia completa delle presenze e delle reti in nazionale ― Nigeria | Cronologia completa delle presenze e delle reti in nazionale ― Nigeria | Cronologia completa delle presenze e delle reti in nazionale ― Nigeria | Cronologia completa delle presenze e delle reti in nazionale ― Nigeria | Cronologia completa delle presenze e delle reti in nazionale ― Nigeria | Cronologia completa delle presenze e delle reti in nazionale ― Nigeria | Cronologia completa delle presenze e delle reti in nazionale ― Nigeria |
| Data                                                                   | Città                                                                  | In casa                                                                | Risultato                                                              | Ospiti                                                                 | Competizione                                                           | Reti                                                                   | Note                                                                   |
| ---------------------------------------------------------------------- | ---------------------------------------------------------------------- | ---------------------------------------------------------------------- | ---------------------------------------------------------------------- | ---------------------------------------------------------------------- | ---------------------------------------------------------------------- | ---------------------------------------------------------------------- | ---------------------------------------------------------------------- |
| 14-3-1988                                                              | Rabat                                                                  | Nigeria                                                                | 3 – 0                                                                  | Kenya                                                                  | Coppa d'Africa 1988 - 1º turno                                         | -                                                                      |                                                                        |
| 17-3-1988                                                              | Casablanca                                                             | Camerun                                                                | 1 – 1                                                                  | Nigeria                                                                | Coppa d'Africa 1988 - 1º turno                                         | 1                                                                      |                                                                        |
| 20-3-1988                                                              | Rabat                                                                  | Nigeria                                                                | 0 – 0                                                                  | Egitto                                                                 | Coppa d'Africa 1988 - 1º turno                                         | -                                                                      |                                                                        |
| 23-3-1988                                                              | Marrakech                                                              | Nigeria                                                                | 1 – 1                                                                  | Algeria                                                                | Coppa d'Africa 1988 - Semifinale                                       | -                                                                      |                                                                        |
| 27-3-1988                                                              | Casablanca                                                             | Camerun                                                                | 1 – 0                                                                  | Nigeria                                                                | Coppa d'Africa 1988 - Finale                                           | -                                                                      |                                                                        |
| Totale                                                                 |                                                                        | Presenze                                                               | 5                                                                      |                                                                        | Reti                                                                   | 1                                                                      |                                                                        |